# Plešivica, Brezovica
Plešivica este o localitate din comuna Brezovica, Slovenia, cu o populație de 147 de locuitori.